# Albert Dumont
Albert Dumont (Scey-sur-Saône-et-Saint-Albin, 21 gennaio 1842 – La Queue-les-Yvelines, 11 agosto 1884) è stato un grecista e archeologo francese, fondatore dell'École française di Roma.

## Biografia
Allievo del Liceo Charlemagne, studiò all'École normale supérieure di Parigi, risultando primo al concorso per ricercatori di storia nel 1864. Membro dell'École française di Atene dal 1864 al 1868, studiò sistematicamente i documenti archeologici, visitò le collezioni private e redasse dei cataloghi.
Divenuto direttore dell'École (carica che tenne dal 1875 al 1879), riuscì a farne un'istituzione all'altezza dell'Istituto archeologico germanico di Atene e fondò il Bulletin de correspondance hellénique e la Bibliothèque des écoles d'Athènes et de Rome
.
Dumont fu il primo membro dell'École di Atene ad interessarsi di preistoria. In contatto con Gabriel de Mortillet analizzò le ceramiche di Santorini costituendo un corpus di iscrizioni ceramiche che destò anche l'ammirazione dagli studiosi tedeschi
.
Nel 1870 fu incaricato dal Ministero della pubblica istruzione, insieme a Jules-Clément Chaplain, di una missione per lo studio e la ricerca dell'origine dei vasi greci dipinti. I due poterono intraprenderla solo dopo la fine della guerra franco-prussiana, dove furono impegnati come ambulanzieri, e la condussero in Grecia, Albania e Dalmazia, pubblicandone i risultati nel Journal des savants nel 1872 e 1873.
Sostenuto dall'ambiente universitario, Dumont ottenne, con decreto del 25 marzo 1873, la creazione di un corso di archeologia a Roma, che al momento della sua nomina a direttore divenne l'École française de Rome. Lasciò Roma l'anno seguente per prendere la direzione dell'École française di Atene, che trasformò in un vero e proprio istituto di ricerca, dove si formò una serie di celebri archeologi: Jean Bayet, Raymond Bloch, Maxime Collignon, Théophile Homolle, Jules Martha, Eugène Müntz, Louis Duchesne e Edmond Pottier.
Direttore dell'insegnamento superiore dal 1879 al 1884, riorganizzò tutta l'università francese, vi introdusse l'archeologia, creò cattedre di archeologia a Bordeaux e a Parigi, e affidò ad Émile Cartailhac un corso di preistoria presso la Facoltà di Lettere di Tolosa. 
Fu eletto membro dell'Académie des inscriptions et belles-lettres nel 1882.